# Maze Runner (franquia)
Maze Runner é uma trilogia cinematográfica norte-americana, composta por filmes distópicos de ação e aventura de ficção científica baseados nos livros de Maze Runner do autor americano James Dashner . Produzido por Ellen Goldsmith-Vein e distribuído pela 20th Century Fox, os filmes são estrelados por Dylan O'Brien, Kaya Scodelario, Thomas Brodie-Sangster, Ki Hong Lee, Dexter Darden e Patricia Clarkson . Wes Ball dirigiu os três filmes.
O primeiro filme, Maze Runner: Correr ou Morrer, foi lançado em 18 de setembro de 2014 e se tornou um sucesso de bilheteria arrecadando mais de $348 milhões em todo o mundo. O segundo filme, Maze Runner: Prova de Fogo foi lançado em 17 de setembro de 2015 e também foi um sucesso, arrecadando mais de $312 milhões em todo o mundo. A trilogia de filmes foi concluída com o lançamento do terceiro filme, Maze Runner: A Cura Mortal em 25 de janeiro de 2018, que arrecadou $288 milhões em todo o mundo.

## Filmes

### Maze Runner: Correr ou Morrer(2014)
O filme apresenta Thomas, que acorda preso em um labirinto com um grupo de outros meninos. Ele não tem memória do mundo exterior além de sonhar com uma organização conhecida como CRUEL (Catástrofe e Ruína Universal: Experimento Letal). Somente reunindo fragmentos de seu passado com pistas que ele descobre no labirinto, Thomas pode esperar descobrir seu propósito e uma maneira de escapar.
O desenvolvimento do filme começou em janeiro de 2011, quando a Fox comprou os direitos de filmagem do livro de Dashner, Maze Runner: Correr ou Morrer . A fotografia principal começou em Baton Rouge, Louisiana, em maio de 2013 e terminou em julho. Foi lançado em 18 de setembro de 2014 no Brasil.

### Maze Runner: Provade Fogo (2015)
O filme mostra Thomas e seus colegas Clareanos em busca de pistas sobre a organização conhecida como CRUEL. Sua jornada os leva ao Deserto, uma lugar completamente desolado cheio de obstáculos. Juntando-se aos combatentes da resistência, os Clareanos enfrentam as forças "muito superiores" do CRUEL e descobrem seus planos para todos eles.
A fotografia principal começou em Albuquerque, Novo México, em outubro de 2014 e terminou em janeiro de 2015. Foi lançado em 17 de setembro de 2015 no Brasil.

### Maze Runner: A Cura Mortal(2018)
No final da saga Maze Runner, Thomas lidera seu grupo de fugitivos da Clareira em sua missão final e mais perigosa até agora. Para salvar seus amigos, eles devem invadir a lendária Última Cidade, uma zona segura controlada pelo CRUEL projetada para manter as pessoas fora. Eles tentam entrar para resgatar seus amigos, buscando respostas para as perguntas que os Clareanos têm feito desde que chegaram ao labirinto.
Em março de 2015, TS Nowlin, que coescreveu o primeiro e escreveu o segundo filme, foi contratado para escrever Maze Runner: A Cura Mortal baseado no livro homônimo . Em setembro de 2015, Ball foi contratado para dirigir o filme. Ball disse que o filme não seria dividido em dois filmes . A fotografia principal ocorreu na Cidade do Cabo, África do Sul, entre março e junho de 2017, para um lançamento em 25 de janeiro de 2018.

### Futuro
Após a aquisição da 21st Century Fox pela Disney em março de 2019, a Disney anunciou em abril de 2019 em sua apresentação no CinemaCon que novos filmes de Maze Runner estão em desenvolvimento.

## Elenco e personagens recorrentes
| Personagem | filmes                        | filmes                     | filmes                     |
| Personagem | Maze Runner: Correr ou Morrer | Maze Runner: Prova de Fogo | Maze Runner: A Cura Mortal |
| Personagem | 2014                          | 2015                       | 2018                       |
| ---------- | ----------------------------- | -------------------------- | -------------------------- |
| Thomas     | Dylan O'Brien                 | Dylan O'Brien              | Dylan O'Brien              |
| Teresa     | Kaya Scodelario               | Kaya Scodelario            | Kaya Scodelario            |
| Newt       | Thomas Brodie-Sangster        | Thomas Brodie-Sangster     | Thomas Brodie-Sangster     |
| Minho      | Ki Hong Lee                   | Ki Hong Lee                | Ki Hong Lee                |
| Caçarola   | Dexter Darden                 | Dexter Darden              | Dexter Darden              |
| Ava Paige  | Patrícia Clarkson             | Patrícia Clarkson          | Patrícia Clarkson          |
| Winston    | Alexandre Flores              | Alexandre Flores           |                            |
| Gally      | Will Poulter                  |                            | Will Poulter               |
| Janson     |                               | Aidan Gillen               | Aidan Gillen               |
| Aris       |                               | Jacob Lofland              | Jacob Lofland              |
| Brenda     |                               | Rosa Salazar               | Rosa Salazar               |
| Jorge      |                               | Giancarlo Esposito         | Giancarlo Esposito         |
| Vince      |                               | Barry Pimenta              | Barry Pimenta              |
| Sonya      |                               | Katherine McNamara         | Katherine McNamara         |
| Harriet    |                               | Natalie Emanuel            | Natalie Emanuel            |

## Equipe Técnica
| Ocupação              | filmes                                                         | filmes                                                                          | filmes                                                                                     |
| Ocupação              | Maze Runner: Correr ou Morrer                                  | Maze Runner: Prova de Fogo                                                      | Maze Runner: A Cura Mortal                                                                 |
| Ocupação              | 2014                                                           | 2015                                                                            | 2018                                                                                       |
| --------------------- | -------------------------------------------------------------- | ------------------------------------------------------------------------------- | ------------------------------------------------------------------------------------------ |
| Diretor               | Wes Ball                                                       | Wes Ball                                                                        | Wes Ball                                                                                   |
| Produtores            | Marty Bowen, Lee Stollman, Wyck Godfrey e Ellen Goldsmith-Vein | Marty Bowen, Lee Stollman, Wyck Godfrey,Joe Hartwick Jr. e Ellen Goldsmith-Vein | Wes Ball, Marty Bowen, Lee Stollman, Wyck Godfrey, Joe Hartwick Jr. e Ellen Goldsmith-Vein |
| Escritores            | TS Nowlin, Noah Oppenheim e Grant Pierce Myers                 | TS Nowlin                                                                       | TS Nowlin                                                                                  |
| Diretor de fotografia | Enrique Chediak                                                | Gyula Pados                                                                     | Gyula Pados                                                                                |
| Editores              | Dan Zimmerman                                                  | Dan Zimmerman                                                                   | Paul Harb e Dan Zimmerman                                                                  |

## Recepção

### Desempenho na bilheteria
| Filme                         | Data de lançamento     | Bilheteria Total | Bilheteria Total   | Bilheteria Total | Classificação de bilheteria | Classificação de bilheteria | Orçamento   | Ref.   |
| Filme                         | Data de lançamento     | América do Norte | Outros territórios | No mundo todo    | Doméstico                   | No Mundo Todo               | Orçamento   | Ref.   |
| ----------------------------- | ---------------------- | ---------------- | ------------------ | ---------------- | --------------------------- | --------------------------- | ----------- | ------ |
| Maze Runner: Correr ou Morrer | 19 de setembro de 2014 | $ 102.427.862    | $ 245.891.999      | $ 348.319.861    | 580                         | 285                         | $ 34 milhão | [ 16 ] |
| Maze Runner: Prova de Fogo    | 18 de setembro de 2015 | $ 81.697.192     | $ 230.627.911      | $ 312.325.103    | 810                         | 337                         | $ 61 milhão | [ 17 ] |
| Maze Runner: A Cura Mortal    | 26 de janeiro de 2018  | $ 58.032.443     | $ 230.385.747      | $ 288.418.190    | 1.377                       | 467                         | $ 62 milhão | [ 18 ] |
|                               |                        | Total            | Total              | Total            | Total                       | Total                       | Total       | [ 19 ] |
| $ 242157497                   | $ 706905657            | $ 949063154      |                    |                  | $ 157 milhão                |                             |             | [ 19 ] |

Todos os filmes de Maze Runner estrearam em primeiro lugar nas bilheterias norte-americanas durante o fim de semana de estreia. Na América do Norte, a série de filmes Maze Runner é a quinta franquia de filmes de maior bilheteria baseada em livros para jovens adultos, depois dos filmes de Harry Potter, Jogos Vorazes, A Saga Crepúsculo e A Série Divergente, respectivamente, ganhando $242 milhões. Em todo o mundo, é a quarta série de filmes de maior bilheteria baseada em livros para jovens adultos, depois dos filmes de Harry Potter, A Saga Crepúsculo e Jogos Vorazes, respectivamente, ganhando US$949 milhões contra um orçamento de US$ 157 milhões.

### Resposta crítica e pública
A trilogia Maze Runner recebeu uma resposta crítica mista, com a principal fonte de crítica sendo o enredo e o desenvolvimento dos personagens, embora as performances e sequências de ação tenham sido elogiadas.
| Filme                      | Rotten Tomates        | Metacritc           | CinemaScore |
| -------------------------- | --------------------- | ------------------- | ----------- |
| O corredor labirinto       | 65% (172 comentários) | 57 (34 comentários) | A-          |
| Maze Runner: Prova de Fogo | 47% (152 avaliações)  | 43 (29 comentários) | B+          |
| Maze Runner: A Cura Mortal | 43% (171 avaliações)  | 50 (38 comentários) | B+          |